# Дубојс (Пенсилванија)
Дубојс (енгл. DuBois) град је у америчкој савезној држави Пенсилванија. По попису становништва из 2010. у њему је живело 7.794 становника.

## Демографија
Према попису становништва из 2010. у граду је живело 7.794 становника, што је 329 (4,1%) становника мање него 2000. године.
| Група             | 2000.         | 2010.         |
| Белци             | 7.942 (97,8%) | 7.503 (96,3%) |
| Афроамериканци    | 24 (0,3%)     | 49 (0,6%)     |
| Азијати           | 43 (0,5%)     | 67 (0,9%)     |
| Хиспаноамериканци | 34 (0,4%)     | 95 (1,2%)     |
| Укупно            | 8.123         | 7.794         |